# Schwedische Badmintonmeisterschaft 1957
Die Schwedische Badmintonmeisterschaft 1957 fand in Borås statt. Es war die 21. Austragung der nationalen Titelkämpfe im Badminton in Schweden.

## Titelträger
| Disziplin    | Sieger                              |
| ------------ | ----------------------------------- |
| Herreneinzel | Ingemar Eliasson Halmstads BMK      |
| Dameneinzel  | Berit Olsson MFF                    |
| Herrendoppel | Knut Malmgren Bo Nilsson MAI        |
| Damendoppel  | Inger Nilsson Berit Olsson MFF      |
| Mixed        | Berndt Dahlberg Ingrid Dahlberg SBK |